# 梅尔希奥·韦策尔
梅尔希奥·韦策尔（德語：Melchior Wezel，1903年11月16日—？），瑞士男子体操运动员。他曾获得1928年夏季奥运会体操比赛男子团体全能金牌。他在该届奥运会也获得数个个人小项，最好名次是第7名。